# Das Auge von Vichy
Das Auge von Vichy (französisch: L'Œil de Vichy) ist ein französischer Dokumentarfilm von Claude Chabrol aus dem Jahr 1993. Es handelt sich um eine chronologische Montage zeitgenössischen Filmmaterials, hauptsächlich Wochenschauen und Dokumentationen, die zwischen 1940 und 1944 in Frankreich in den Kinos gezeigt wurden. Zwischentitel und ein Off-Erzähler fügen gelegentlich Verknüpfungen oder ergänzende Informationen hinzu. Der Großteil des Materials wurde unter dem Vichy-Regime produziert. Der Film will die Weltanschauung zeigen, die die mit den deutschen Besatzern kollaborierende Regierung Pétain ihrer Bevölkerung vermitteln wollte.

## Handlung
Propaganda-Thesen: Der betagte General Pétain wird als ein Vater seines Volkes dargestellt, der das „wahre Frankreich“ verkörpert und dessen legitime Regierung führt. Charles de Gaulle, der den Widerstand in London als Komitee Freies Frankreich (Forces françaises libres) organisierte, sei ein Verräter. Frankreichs Schicksal läge in der Zusammenarbeit mit den deutschen Besatzern, um ein neues Europa ohne Großbritannien aufzubauen. Frankreich sollte Arbeiter und Soldaten nach Nazi-Deutschland entsenden, um dessen Kriegswirtschaft und Armee im Kampf gegen den Kommunismus an der Ostfront zu unterstützen. Die anglo-amerikanischen Angriffe führten zu getöteten Zivilisten und zerstörten Häusern in Frankreich. Die aktiven Widerstandskämpfer gegen die Sicherheitskräfte Vichys und die deutsche Besatzungsmacht seien Terroristen.

## Produktion
Die Dokumentation wurde produziert von Canal + (Paris), Centre National de la Cinématographie (C.N.C.) (Paris), Délégation à la Mémoire et à l'Information Historique (FR), FIT Productions (FR), Institut national de l’audiovisuel (Paris), La Sofica Bymages (FR), Ministère de la Culture (Paris), Secrétariat d'État aux Anciens Combattants et Victimes de Guerre (FR), Sylicone (FR), Télévision Française (TF1) (Paris).
Der Off-Erzähler ist der französische Schauspieler Michel Bouquet.

## Kritik
Vincent Canby von der New York Times schrieb, dass der Chabrol-Film etwas ganz Besonderes sei, ein Dokumentarfilm, der fast ausschließlich aus fröhlichen Wochenschauen und Propagandafilmen besteht, die während der Besatzung in Frankreich gedreht wurden.
Der Dokumentation wurden von Kritikern vorgeworfen, dass das historische Propagandamaterial nicht durch Originalmaterial als Propaganda entlarvt wurde. Renaud Fayssaguet und Pascal Pons von ina.fr berichten über die Reaktionen der ersten Zuschauer anlässlich der Präsentation von Claude Chabrols Film für Lehrer. Vincent Canby entgegnete den Kritikern, dass Chabrols eigener Off-Kommentar jedoch die meisten dieser Lücken geschlossen habe.
Das Lexikon des internationalen Films urteilte: „Eine durch einen äußerst fachkundigen Text ergänzte, hochbrisante Montage, die veranschaulicht, über welche ideologische Macht ein Staat verfügt, der die Medien monopolisiert hat. Mit ihrer impliziten Kritik fordert die Zusammenstellung allerdings das Reflexionsvermögen des Zuschauers.“